# Plymouth, North Carolina
Plymouth är administrativ huvudort i Washington County i North Carolina. Orten har fått sitt namn efter Plymouth i Massachusetts. Enligt 2010 års folkräkning hade Plymouth 3 878 invånare.